# Breton (Alberta)
Breton è un villaggio del Canada, situato in Alberta, nella divisione No. 11.